# FK Miravci
Maillots
Le Fudbalski Klub Miravci (en macédonien : фудбалски клуб Миравци), plus couramment abrégé en FK Miravci, est un club macédonien de football fondé en 1951 et basé dans la ville de Miravtsi.
Le club joue la saison 2014-2015 en 2e division macédonienne.

## Historique
- 1951 : Fondation du club sous le nom du FK Miravci